# Rudolf Austen
Rudolf Austen (* 17. April 1931 in Hainspach, Tschechoslowakei; † 19. August 2003 in Rostock) war ein deutscher Maler und Grafiker.

## Leben und Werk
Rudolf Austen wurde 1931 in Hainspach, dem heutigen Lipová in Tschechien, geboren. Er besuchte von 1937 bis 1945 die Volks- und Bürgerschule seines Geburtsorts. 1945 kam die Familie als Vertriebene nach Edderitz bei Köthen. Von 1946 bis 1949 bestritt er dort eine Lehre als Dekorationsmaler. Von 1950 bis 1953 studierte er an der neu gegründeten Fachschule für angewandte Kunst in Wismar bei Heinz Dubois und Werner Laux. Von 1953 bis 1958 absolvierte Austen ein Studium an der Hochschule für bildende und angewandte Kunst Berlin-Weißensee, wo Gabriele Mucchi, Bert Heller, Arno Mohr, Kurt Robbel und Oskar Nerlinger seine Lehrer waren.
Ab 1958 hatte Austen seinen Wohnsitz in Rostock, wo er zunächst als freischaffender Künstler arbeitete. 1960 nahm er die Tätigkeit als Dozent an der Fachschule für angewandte Kunst Heiligendamm auf. Er unterrichtete dort bis 1980 in den Fächern Malerei, Entwurf und Naturstudium. Nach dieser Zeit war er wiederum freischaffend tätig, wobei hauptsächlich Stillleben, Landschaften und Städtebilder entstanden. Studienreisen führten ihn 1965 nach Bulgarien, 1974 nach Polen, Ungarn, in die ČSSR, nach Syrien sowie 1985 nach Österreich.
Austen war bis 1990 Mitglied im Verband Bildender Künstler der DDR. Er hatte in der Zeit der DDR im In- und Ausland eine bedeutende Zahl von Einzelausstellungen und Ausstellungsbeteiligungen und war u. a. von 1962 bis 1988 auf allen „Deutschen Kunstausstellungen“ bzw. „Kunstausstellungen der DDR“ in Dresden vertreten.
Rudolf Austen war mit Ingrid Austen verheiratet. Er starb nach schwerer Krankheit.

## Ehrungen
- 1974: Kunstpreis des Rates des Bezirkes Rostock
- 1976: Banner der Arbeit (Stufe 1)
- 1977: Kunstpreis der DDR

## Darstellung Austens in der bildenden Kunst
- Jo Jastram: Rudolf Austen (1970, Porträt-Plastik, Beton)

## Werke in Museen und öffentlichen Sammlungen (unvollständig)
- Chemnitz: Kunstsammlungen am Theaterplatz[2]
- Frankfurt (Oder): Brandenburgisches Landesmuseum für moderne Kunst (vormals Museum Junge Kunst)
- Dresden: Galerie Neue Meister[3]
- Gera: Otto-Dix-Haus
- Rostock: Kunsthalle Rostock
- Schwerin: Staatliches Museum Schwerin
- Stralsund: Stralsund Museum

## Werke (Auswahl)
Tafelbilder
- Ostseewoche (um 1962, Öl auf Leinwand)[4]
- Jugend am Strand (um 1962, Öl)[5]
- Bojen im Eis (1966, Mischtechnik auf Leinwand, 75 × 100 cm)[2]
- Gewitterregen (1966, Mischtechnik)[6]
- Birnen-Stillleben (1970, Mischtechnik, 66 × 80 cm)[7]
- Regenbogen über Mönchsgut (1971, Öl)[8]
- Schachspieler (1971, Öl)[9]
- Aufbruch zur Regatta (1972, Öl, 80 × 120 cm)[10]
- Mönchsguter Landschaft (1975, Öl, 110 × 140 cm; Auftrag für den Palast der Republik)
- Menschen am Strand (1981, Acryl auf Leinwand, 116,2 × 135,5 cm)[3]
- Nach dem Stapellauf (1986, Acryl)[11]

Baugebundenes Werk
- Ribnitz-Damgarten, Bernstein-Schule: Wandgestaltung von Rudolf Austen und Heinz Wodzicka; o. T. „Kosmonauten“.[12] (1972, damals die „Juri-Gagarin-Oberschule“)

## Einzelausstellungen (unvollständig)
- 1972: Ahrenshoop
- 1973 und 1985: Rostock
- 1974: Damaskus
- 1977: Neubrandenburg
- 1981: Potsdam
- 1982: Greifswald
- 1985: Rostocker Maler zeichnen in Österreich: Rudolf Austen, Karlheinz Kuhn, Johannes Müller, Ronald Paris; Kunsthalle Rostock
- 1989: Rostock, Galerie am Boulevard
- 1998: Rostock, Schifffahrtsmuseum (mit Gudrun Arnold und Wolfgang Schlüter)